# Ludger Tebartz van Elst
Ludger Heinrich Tebartz van Elst (* 1965) ist ein deutscher Psychiater. Er ist als Professor an der Albert-Ludwigs-Universität Freiburg und als leitender Oberarzt am Universitätsklinikum Freiburg tätig.

## Leben
Tebartz van Elst studierte Philosophie und Medizin an der Albert-Ludwigs-Universität Freiburg, der University of Manchester, der New York University und an der Universität Zürich. In Freiburg wurde er 1994 bei Joachim Bauer mit dem Thema Depression zum Doktor der Medizin promoviert. 2004 habilitierte er sich mit einer Arbeit zu impulsiven und emotional-instabilen Syndromen.
Tebartz van Elst ist stellvertretender Ärztlicher Direktor der Klinik für Psychiatrie und Psychotherapie am Universitätsklinikum Freiburg und seit 2005 Leiter der dortigen Sektion für Experimentelle Neuropsychiatrie. Seit 2006 ist er außerplanmäßiger Professor. Seine klinischen Interessen gelten der Neurobiologie und Psychotherapie der Entwicklungsstörungen, insbesondere Autismus, ADHS und Tic-Störungen sowie der Neurobiologie und Therapie der organischen und schizophreniformen Störungen. Das von ihm herausgegebene Fachbuch Autismus-Spektrum-Störungen im Erwachsenenalter gilt als Standardwerk.
Er ist eines von fünf Kindern einer Bauernfamilie aus dem niederrheinischen Twisteden. Sein Bruder Franz-Peter Tebartz-van Elst war Weihbischof in Münster, Bischof in Limburg und ist seit 2014 Kurienbischof im Vatikan.

## Schriften (Auswahl)
- Neuere psychologische und neurobiologische Erkenntnisse zur Depression. Versuch einer Integration. 1994 (Dissertation, Universität Freiburg im Breisgau, 1995).
- Untersuchungen zur pathophysiologischen Bedeutung der Amygdala und assoziierter frontobasaler Schleifensysteme bei impulsiven und emotional-instabilen Syndromen. Habilitationsschrift, Universität Freiburg im Breisgau, 2003 (11 Sonderabdrucke aus verschiedenen Zeitschriften).
- BioLogik. Leben, Denken, Wirklichkeit. Eine Genealogie der Logik. Nora, Berlin 2003, ISBN 3-936735-54-9.
- mit Evgeniy Perlov: Epilepsie und Psyche. Psychische Störungen bei Epilepsie – epileptische Phänomene in der Psychiatrie. Kohlhammer, Stuttgart 2013, ISBN 978-3-17-021688-4.
- mit Dieter Ebert, Thomas Fangmeier, Andrea Lichtblau, Julia Peters, Monica Biscaldi-Schäfer: Asperger-Autismus und hochfunktionaler Autismus bei Erwachsenen. Ein Therapiemanual der Freiburger Autismus-Studiengruppe. Hogrefe, Göttingen 2013, ISBN 978-3-8017-2501-3.
- als Herausgeber: Das Asperger-Syndrom im Erwachsenenalter und andere hochfunktionale Autismus-Spektrum-Störungen. Medizinisch Wissenschaftliche Verlagsgesellschaft, Berlin 2013, ISBN 978-3-94146-880-1; 3. Auflage: Autismus-Spektrum-Störungen im Erwachsenenalter. Medizinisch Wissenschaftliche Verlagsgesellschaft, Berlin 2021, ISBN 978-3-95466-645-4.
- Freiheit: Psychobiologische Errungenschaft und neurokognitiver Auftrag. 2015, ISBN 978-3-17028-682-5.
- Autismus und ADHS. Zwischen Normvariante, Persönlichkeitsstörung und neuropsychiatrischer Krankheit. Kohlhammer, Stuttgart 2016, ISBN 978-3-17-028687-0.
- Vom Anfang und Ende der Schizophrenie. Eine neuropsychiatrische Perspektive auf das Schizophrenie-Konzept. Kohlhammer, Stuttgart 2017, ISBN 978-3-17-031258-6.
- Jenseits der Freiheit: Vom transzendenten Trieb. 2020, ISBN 978-3-17034-665-9.
- Autismus, ADHS und Tics. Zwischen Normvariante, Persönlichkeitsstörung und neuropsychiatrischer Krankheit. Kohlhammer, Stuttgart 2022, ISBN 978-3-17041-158-6.